# 겁쟁이 페달
《겁쟁이 페달》(일본어: 弱虫ペダル 요와무시페다루[*])은 와타나베 와타루가 연재 중인 자전거 만화로, 아키타 쇼텐(秋田書店)의 소년 만화 잡지 주간 소년 챔피언에서 2008년 12호부터 연재 중인 만화다.
한국의 대원씨아이에서도 한 달 간격으로 10~15일 사이에 1권씩 발매를 하는 상태다. 그리고 2012년에 무대화, TV 애니메이션은 2013년 10월부터 2014년 6월까지 제1기, 동년 10월부터 2015년 3월까지 제2기, 2017년 1월부터 6월까지 제3기, 2018년 1월부터 6월까지 제4기가 일본 현지에서 방영되었다.《극장판 겁쟁이 페달》의 제목으로 2015년 8월 28일에 공개가 시작되었다.

## 등장인물
(TV 애니메이션 / 무대 / TV 드라마순)

### 소호쿠 고교 자전거 경기부
메인인물
오노다 사카미치 - 야마시타 다이키(성우) ; 무라이 료타 / 오고에 유우키 / 다이고 코타로(출연)
이마이즈미 슌스케 - 토리우미 코스케 / 닛타 사키(어릴)(성우) ; 오오타 모토히로 / 키무라 타츠나리 / 와다 마사나리 / 이노 히로키(출연)
나루코 쇼키치 - 후쿠시마 쥰 / 시라이시 료코(어릴)(성우) ; 토리고에 유우키 / 후카자와 타이가 / 모모세 사쿠(출연)
스기모토 테루후미 - 미야타 코우키(성우) ; 야마모토 잇케 / 히라이 히로키(출연)
사쿠라이 츠요시 - 세미 아케루(성우)

#### 테시마 세대
테시마 준타 - 키시오 다이스케(성우) ; 쿠지라이 코우스케(출연)
아오야기 하지메 - 마츠오카 요시츠구(성우) ; 야시마 료(출연)
코가 키미타카 - 나카무라 유이치(성우) ; 테루마 / 타가와 히로키 / 모토카와 쇼타 (출연)
타니구치

#### 킨조 세대
킨조 신고 - 야스모토 히로키(성우) ; 고모토 나오야(출연)
타도코로 진 - 이토 켄타로(성우) ; 오오야마 마사시 / 토모츠네 유키 / 쇼헤이(출연)
마키시마 유스케 - 모리쿠보 쇼타로(성우) ; 바바 료마 / 히로세 토모키(출연)

#### 카부라키 세대
카부라키 잇사 - 시모노 히로 / 다테 아리사(어릴)(성우) ; 시이나 타이조 / 에구치 유우키 / 하라시마 모토히사(출연)
단치쿠 류호 - 하타노 와타루(성우) ; 우에다 신이치(출연)
스기모토 사다토키 - 이치키 미츠히로(성우) ; 나카무라 타로(출연)
사와다 - 요나이 유우키(성우)
고리조 - 카누카 미츠아키(성우)

#### 기타
Mr. 피에르 - 호리우치 켄유(성우)
칸자키 미키 - 스와 아야카(성우) ; 사쿠라이 미나미(출연)

### 하코네 학원
마나미 산가쿠 - 요나가 츠바사(성우) ; 우에다 케이스케 / 타니미즈 리키 / 야기야마 마히로(출연)
후쿠토미 주이치 - 마에노 토모아키(성우) ; 모리모토 료우지 / 타키가와 에이지 / 마에다 츠요시(출연)
아라키타 야스토모 - 요시노 히로유키(성우) ; 스즈키 히로키 / 키도 유야(출연)
토도 진파치 - 카키하라 테츠야(성우) ; 타마키 유키 / 키타무라 료 / 사토 유고(출연)
신카이 하야토 - 히노 사토시(성우) ; 미야자키 슈토(출연)
이즈미다 토이치로 - 아베 아츠시(성우) ; 카와하라다 타쿠야 / 아오키 소라무(출연)
쿠로다 유키나리 - 노지마 켄지(성우) ; 아키모토 류타로 / 아오키 진 / 이토 스미야(출연)
아시키바 타쿠토 - 미야노 마모루(성우) ; 히가시 케이스케 / 토미나가 유야(출연)
도바시 마사키요 - 오노 다이스케(성우) ; 카네사키 켄타로(출연)
신카이 유토 - 우치다 유마(성우) ; 이이야마 유우타(출연)

### 교토 후시미 고등학교
미도스지 아키라 - 유사 코지 / 유키노 사츠키(어릴)(성우) ; 무라타 미츠 / 하야시노 타케시(출연)
이시가키 코타로 - 노지마 히로후미(성우) ; 소메야 토시유키 / 마츠무라 류노스케(출연)
미즈타 노부유키 - 스즈키 치히로(성우) ; 마스이 켄토(출연)
이하라 토모야 - 키쿠치 유키토시(성우)
야마구치 노리유키 - 토쿠이시 카츠히로(성우)
츠지 아키히사 - 오다가키 유다(성우)
키시가미 코마리 - 후쿠야마 쥰(성우) ; 아모 쇼고(출연)

### 히로시마 구레미나미 공업 고등학교
마치미야 에이키치 - 세키 토모카즈(성우) ; 야마모토 유헤이(출연)
이비타니 료 - 시모츠마 요시유키(성우) ; 마츠모토 유이치(출연)
시오노 - 타카하시 다이스케(성우)
사토자키 - 토쿠이시 카츠히로(성우)
하라모토 - 진야 하루카(성우)
히가시무라 - 하마 켄토(성우)

### 기타 자전거 경기부
시바타 야스유키 - 카자마 유토(성우)
타테바야시 모토나리 - 사이토 소마(성우)
다이츠부 타케시 - 카와다 신지(성우)
타우라 요시아키 - 타지리 히로아키(성우)
이세 - 키쿠치 유키토시(성우)
후지와라 마사
카키모토 류다이 - 오키아유 료타로(성우)

### 기타 등장 인물
칸자키 토오지 - 스와베 준이치(성우) ; 아모 쇼고(출연)
카와다 타쿠야 - 시모와다 히로키(성우)
타치바나 아야 - 한 메구미(성우)
위원장 미야하라 - 키타하라 치나(성우)
사카미치의 어머니 - 구마가야 니나(성우)
미도스지의 어머니 - 신도 나오미(성우)

## 텔레비전 애니메이션
2013년 10월부터 2014년 6월까지 TV 도쿄 계열에서 방영된 제1기가, 2014년 10월부터 2015년 3월까지 제2기가 《겁쟁이 페달 GRANDE ROAD》이라는 제목으로 방영되었으며, 2017년 1월부터 6월까지 제3기 《겁쟁이 페달 NEW GENERATION》가 방영되었으며, 2018년 1월부터 6월까지 《겁쟁이 페달 GLORY LINE》이라는 제목으로 제4기가 방영, 2022년 10월부터 2023년 3월까지 NHK 종합 텔레비전에서 《겁쟁이 페달 LIMIT BREAK》이라는 제목으로 제5기가 방영되었다.
| 기수 | 화수             | 여는 곡           | 여는 곡            | 닫는 곡            | 닫는 곡                     |
| 기수 | 화수             | 곡명              | 가수               | 곡명               | 가수                        |
| ---- | ---------------- | ----------------- | ------------------ | ------------------ | --------------------------- |
| 1    | 시즌 1 : 1 – 12  | Reclimb           | ROOKIEZ is PUNK'D  | Kaze wo Yobe       | Under Graph                 |
| 2    | 시즌 1 : 13 – 25 | Yowamushi na Honō | DIRTY OLD MEN      | I'm Ready          | AUTRIBE feat. DIRTY OLD MEN |
| 3    | 시즌 1 : 26 – 38 | Be As One         | Team Sōkita        | Glory Road         | Team Hakone Gakuen          |
| 4    | 시즌 2 : 1 – 12  | Determination     | LASTGASP           | Realize            | ROOKiEZ is PUNK'D           |
| 5    | 시즌 2 : 13 – 24 | Remind            | ROOKiEZ is PUNK'D  | Eikō e no Ichi byō | MAGIC OF LiFE               |
| 6    | 시즌 3 : 1 – 12  | Cadence           | Natsushiro Takaaki | Now Or Never       | Saeki Yuusuke               |
| 7    | 시즌 3 : 13 – 24 | Transit           | Natsushiro Takaaki | Takai Tokoro       | Saeki Yuusuke               |
| 8    | 시즌 4 : 1 – 12  | Boku no Koe       | Rhythmic Toy World | Carry the Hope     | THE HIGH CADENCE            |
| 9    | 시즌 4 : 13 – 24 | Dancing           | Saeki YouthK       | Over the Limit     | ROUTE85                     |

### 고전음악 삽입곡
- 제5기 9화에서의 회상 장면: 초등학교 시절의 아시키바 타쿠토가 '피아노는 기타 같은 현악기[1]야'라고 설명하는 장면에서 베토벤의 피아노 소나타 8번의 제3악장이, 둘이서 자전거를 타는 장면까지는 제2악장이 삽입됨

## 텔레비전 드라마
BS 스카이!에서 2016년 8월부터 10월까지 드라마화로 방영되었다.
속편 제작이 결정되어 전후편 2부작으로 전편은 8월 18일 21시부터 7화 후편은 11월부터 6화와 전 13화에 방송된다.

## 실사 영화
2020년 8월 14일 공개(코로나로 인해 늦어짐).